# Kina
Kina, officiellt namn Folkrepubliken Kina, är det till ytan största landet i Östasien och är världens näst folkrikaste land med drygt 1,4 miljarder invånare.
Kina har landgräns mot Mongoliet, Ryssland, Nordkorea, Vietnam, Laos, Myanmar, Indien, Bhutan, Nepal, Pakistan, Afghanistan, Tadzjikistan, Kirgizistan och Kazakstan, och har havsgräns mot Sydkorea, Japan, Taiwan, Filippinerna, Malaysia, Brunei och Vietnam.
Landet är en folkrepublik, som  styrs av Kinas kommunistiska parti under ett enpartisystem vars politiska linje är socialism med kinesiska särdrag, och utövar jurisdiktion över 22 provinser, 5 autonoma regioner (Inre Mongoliet, Tibet, Xinjiang, Ningxia och Guangxi), 4 städer (Peking, Tianjin, Shanghai och Chongqing) och 2 särskilda administrativa regioner (Hongkong och Macao). Peking är landets huvudstad.
Kina är en ekonomisk och militär stormakt och har ett permanent säte i FN:s säkerhetsråd. Den kinesiska civilisationen är en av världens äldsta och uppstod kring Gula floden i nordöstra Kina. Folkrepubliken Kina grundades den 1 oktober 1949, efter att Kinas kommunistiska parti och dess väpnade gren Folkets befrielsearmé fått övertaget i det Kinesiska inbördeskriget (1927–1950). Den tidigare brittiska kronkolonin Hongkong införlivades i Folkrepubliken Kina år 1997, och det tidigare portugisiska området Macao år 1999.

## Etymologi
Namnet Kina tros ha sitt ursprung i ordet Qin, den första kejserliga dynastin i Kina.

## Historia

### Huvudstäder
Kinas huvudstäder har bytts ett flertal gånger under landets historia. Under vissa perioder då Kina varit splittrat mellan olika samtida dynastier har mer än en stad gjort anspråk på att vara Kinas huvudstad. De städer som utmärker sig med att ha varit huvudstad, både många gånger och långa tider, är Luoyang, Xi'an, Nanjing och Peking. Luoyang har varit huvudstad under 8 dynastier. Luoyang och Xi'an har också under Zhoudynastin, Handynastin, Suidynastin och Tangdynastin verkat som alternativa sekundära huvudstäder åt varandra. Peking har från och med år 1153 varit Kinas huvudstad, med avbrott åren 1214–1267, 1368–1421 och 1928–1949.

### Xinhairevolutionen 1911 och Republiken Kinas grundande 1912
Det dynastiska kejsardömet Qing, under ledning av en manchurisk klan som härskat i Kina sedan 1644, gick under vid den republikanska revolutionen vintern 1911 och avskaffades officiellt året därpå. I den kalender som då infördes, och fortfarande är i bruk i Republiken Kina (Taiwan), är 1912 "republikens första år". Guomindangpartiet (traditionell kinesiska: 國民黨; förenklad kinesiska: 国民党, svenska: Nationalistpartiet), en i augusti 1912 bildad koalition av flera av de grupperingar som varit drivande bakom störtandet av kejsardömet, segrade i det första kinesiska valet, i vilket dock bara mellan fem och sex procent av befolkningen i landet deltog.

### Kinesiska inbördeskriget, 1927–1950

Territorier kontrollerade av olika dynastier och andra maktinnehavare genom Kinas historia.

Kinas kommunistiska parti (KKP) grundades i Shanghai 1921 av bland andra Mao Zedong. Under de första åren av sin existens hade det endast något hundratal medlemmar. Partiet var vid grundandet medlem av den Moskva-baserade internationella kommunistiska samarbetsorganisationen Komintern, som också var representerat vid bildandet. År 1931 utropade KKP den "Kinesiska sovjetrepubliken" i provinsen Jiangxi. Ett utdraget inbördeskrig mot Guomindangregeringen följde, och från 1937 även mot Japan (Andra sino-japanska kriget), som genomförde en storskalig invasion av Kina. Japans mål var att, inspirerat av de västerländska kolonialmakterna, skaffa sig egna kolonier för att kunna försörja japanska industrin med råvaror.
Mao Zedong, en av de ledande personerna inom Kinas kommunistiska parti, ledde under denna tidsperiod en framgångsrik gerillarörelse som genom okonventionell krigföring lyckades försvaga både de japanska och den kinesiska Guomindang-regeringens konventionella trupper. Mao Zedong sammanfattade sina militära erfarenheter i boken Om långvarigt krig (论持久战, 1938) en handbok i gerillakrigföring. Detta verk har senare kommit att inspirera ett stort antal andra gerillarörelser i hela världen under 1900-talet, bland annat det vietnamesiska kommunistpartiets gerillakrig mot USA under Vietnamkriget, FARC (en kommunistisk gerillagrupp i Colombia), Sendero Luminoso (en kommunistisk gerillagrupp i Peru) och PKK (en kurdisk kommunistisk gerillagrupp i Turkiet).
Kommunisterna fick det slutliga övertaget efter andra världskrigets slut 1945, när Sovjetunionen lämnade över Manchuriet till KKP. Innan det industriellt relativt väl utvecklade Manchuriet överlämnades till de kinesiska kommunisterna, hade dock de sovjetiska trupperna monterat ner de flesta av de viktiga industrierna, och sänt dem med tåg till det närliggande sovjetiska Sibirien, där de återuppbyggdes.

### Folkrepubliken Kina, 1949–
På grund av den svaga och hårt reglerade ekonomin i de områden som kontrollerades av Guomindang-regeringen, kombinerat med militärt och ekonomiskt stöd från Sovjetunionen till de kinesiska kommunisterna under ledning av Mao Zedong, vann dessa ständigt mark. Den 1 oktober 1949 kunde den kommunistiska Folkrepubliken Kina utropas av Mao på Himmelska fridens torg i Peking. Den nya centralmakten skickade året därpå så kallade fredsbevarande styrkor till Tibet och enheter ur Folkets Befrielsearmé har alltsedan dess varit stationerade i regionen.
Guomindangregeringen tog sin tillflykt till ön Taiwan i Östkinesiska havet; med sig dit tog de hela den kinesiska statens guldreserv, samt stora delar av landets kulturarv i form av de kejserliga samlingarna från Förbjudna staden i Peking (dessa förvaras nu i Nationella palatsmuseet i Taipei). I Taibei, öns största stad, upprättade man en exilregering, som en fortsättning på Republiken Kinas regering. Under sina första decennier i exil upprätthöll regeringen en mycket stor stående armé, i avsikt att invadera fastlandet och återta regeringsmakten där. Guomindangregeringen i Taipei erkändes av Förenta nationerna som hela Kinas lagliga regering fram till 1972. Formellt är de två rivaliserande kinesiska staterna Folkrepubliken Kina och Republiken Kina (Taiwan) fortfarande i krig. Det råder dock vapenvila mellan de båda de facto-staterna, vilka indirekt bedriver omfattande handel med varandra, främst via det kinesiska territoriet Hongkong.
Folkrepubliken Kinas regering, under mer än tjugofem år ledd av premiärministern och länge tillika utrikesministern Zhou Enlai, samarbetade till en början nära med Sovjetunionen som i folkmun och propaganda kom att kallas för den socialistiske ”storebrodern”. Efter Nikita Chrusjtjovs makttillträde som sovjetisk ledare och hans avståndstagande från personkulten kring företrädaren Josef Stalin, vilket inleddes vid det sovjetiska kommunistpartiets tjugonde kongress 1956, surnade dock relationerna. Kina och Sovjet bröt visserligen aldrig de diplomatiska förbindelserna, men mellan de båda ländernas respektive kommunistpartier upphörde alla kontakter i början av sextiotalet. Denna splittring dem emellan fick också återverkningar i andra länder, exempelvis Sverige där den ledde till bildandet av det radikala KFML.
Mao, som visserligen aldrig haft nära band till – utan faktiskt ofta internt kritiserat – den 1953 bortgångne Stalin, var djupt oroad av Chrusjtjovs öppna kritik av sin föregångare. Ett skäl till detta lär ha varit att Mao såg framför sig hur han själv mycket väl skulle kunna komma att bli utsatt för liknande och ännu mer svidande kritik och fördömanden efter sin egen död. Under Maos femton sista år vid makten, och även under några år efter hans död, beskyllde Kinas kommunistparti Sovjetunionens för att bestå av idel "revisionister" och "social-imperialister".
Efter Mao Zedongs död år 1976 ändrades den politiska kursen, och sedan 1978 har stora liberaliseringar av ekonomin genomförts, vilket på senare år har gjort att Kinas ekonomiska tillväxt i en internationell jämförelse är mycket hög.
Det kinesiska kommunistpartiet håller ännu ett politiskt järngrepp om landet. KKP:s inflytande har inte minskat i takt med den ekonomiska liberaliseringen. Partiet har lyckats anpassa sig efter de förändringar som skett i det kinesiska samhället, till exempel genom att framstående affärsmän nu tillåts bli medlemmar i partiet. Den ökande användningen av internet (235 miljoner invånare hade tillgång till internet 2008) i Kina har lett till att fler kineser har möjlighet att uttrycka sina åsikter offentligt, men har också gett den kinesiska staten ökade möjligheter till kontroll av medborgarna. Den kinesiska staten har byggt upp ett av världens mest avancerade och omfattande system för censur och kontroll av material på internet och blockerar ett mycket stort antal utländska webbplatser.

#### Xi Jinping vid makten sedan 2013
Xi Jinping blev vald till presidentposten den 14 mars 2013 under den tolfte nationella folkkongressen. President Xi kom till makten med löften om ekonomiska reformer, korruptionsbekämpning och minskad andel extrem fattigdom, med särskild inriktning på landsbygden. Efter två år vid makten hade 100 000 olika politiker och affärsmän utretts för korruption, däribland general guvernören för Fujianprovinsen. Kommunistpartiets kontroll över samhället och militären har stärkts och förtrycket har ökat med skärpt censur och gripanden av oliktänkande och människorättsadvokater.[källa behövs] Efter att gränsen på två mandatperioder slopats för presidentposten har Xi befäst sin position som den mäktigaste kinesiske ledaren sedan Mao Zedong. Han har även utvecklat en omfattande personkult med populistiska drag, något som tillsammans med anti-korruptionsarbete och fattigdomsbekämpning tros ha bidragit till hans popularitet på den fattigare landsbygden och i segment av den intellektuella vänstern inom Kina.

## Geografi

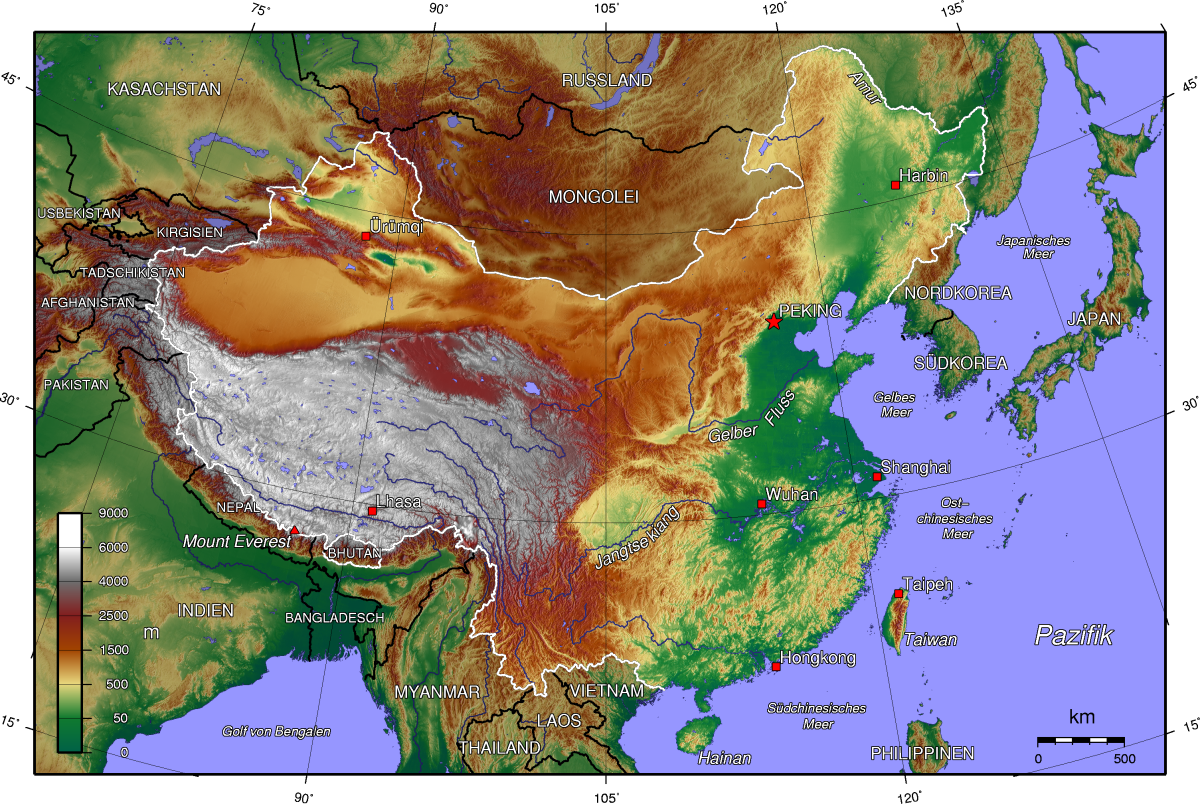
Tyskspråkig topografisk karta över Kina.

Kina är ett stort land; landytan är aningen mindre än Europa. Landet har många olika naturtyper. De östra delarna av landet är mycket tätbefolkade medan de västra områdena, särskilt Tibet, Qinghai och Xinjiang, är glest befolkade med stora ödemarker, bergsområden och öknar. I norr avgränsas Kina av Gobiöknen och bergsområden. I väst ligger bergskedjan Tianshan som är förbunden med Himalaya i söder. Norr om Himalaya ligger den tibetanska högplatån. I sydost ligger Sydkinesiska havet, i öster Östkinesiska havet och i nordost havsbukten Gula havet, samtliga utgör delar av Stilla havet. De två största floderna i Kina är Gula floden och Yangtzefloden (på modern kinesiska Changjiang, "Långa floden").

### Topografi och hydrografi
Från Kunlun utgår en rad berg genom mellersta Kina som bildar vattendelare mellan Gula floden och Yangtze-floden och utgör en viktig klimatgräns mellan norra och södra Kina. Bergen brukar sammanfattas under namnet Qinlingshan och kallas även Beiling (de norra bergen). De är svåra att bestiga, även om inga av dem når snögränsen, deras högsta topp är 3 350 m ö.h. En gång verkar havet ha nått fram till deras östra fot, men de stora flodernas avlagringar har bildat den stora slätt som nu skiljer dem från havet. Dessa berg delar det egentliga Kina i två mycket olika delar, Nordkina och Sydkina.

#### Nordkina
I Nordkina kan man särskilja två regioner: den stora slätten i öster, innefattande 445 000 km², vilken omfattar även Yangtzeflodens delta och är täckt av Gula flodens och Yangtzeflodens avlagringar, samt berglandet i väster. Detta är delat i flera områden. Längst i nordväst ligger Qilianbergen, skilda från Gansus och Shaanxis platåer genom en sänka på Lanzhous meridian, vilken utgör återstoden av en av de många vikarna i "Hanhai", det asiatiska medelhavet under tertiärtiden, vars vik sträckte sig längs den nuvarande floden Danjiangs dal ända till foten av Kunlun. De nämnda platåerna har en höjd på 1 300–1 800 m ö.h. och är delvis rika på stenkol. Ännu större stenkolslager hyser Shanxis och Hebeis berg, vilka har en nord-sydlig riktning och terrassformigt sänker sig till kustslätten.
Som en isolerad ö höjer sig från denna Shandongs bergland i östra delen av norra Kinas platåer och berg är täckta av väldiga lössjordlager ända till 600 meters djup, även norra delen av stora slätten är ett gult lössjordlandskap. Lössjorden består av sand, lera och kolsyrad kalk och är genomdragen av fina rör, som uppkommit av växtrötter och suger upp vatten som en svamp. Därför klyver sig lössjorden vertikalt och bildar vid flodstränderna alldeles tvärbranta väggar. Den fyller dalarna mellan bergen och nivellerar därigenom landet, som får mjuka former. Berggrunden är vanligen paleozoisk; endast Shandong och en del av Shanxi har urberg. Den viktigaste floden är Gula floden med den stora bifloden Wei, längre mot norr utflyter bland annat Luanhe i Gula havet och söder om Gula floden den betydliga Huaifloden.

#### Sydkina
Sydkina är mycket mer bergigt och högre än det norra samt starkt veckat. Dess västligaste del, Sichuan, är i sin västra del ett vilt alpland, fyllt av de från norr till söder gående Yun Lingbergen med toppar på över 5 000 meters höjd. Söder om Yangtzefloden genomkorsas Kina av en stor mängd parallella, från sydväst till nordöst strykande bergskedjor, som består av gnejs, urkalksten, sibiriska och devoniska skiffrar och sandsten; däröver ligger jurabildningar och röd sandsten, sannolikt av trias-ålder, som ofta kröner bergens högsta delar. Dalarna mellan bergen är instörtningsbäcken, ofta täckta av röd sandsten eller röd lera. Den största är Sichuans "röda bäcken" nordväst om Yangtzefloden, en vid, fruktbar slätt, i vilken såväl Yangtze som dess biflod Jialingfloden grävt sig djupt ned. Av de många bergen söder om Yangtze är Nan Ling mest bekant. I Sydkina förekommer inte lössbildningar, men däremot har laterit en stor utbredning där. Huvudfloden är Yangtzefloden, som upptar vattnet från landets största sjöar som Dongtingsjön, Poyangsjön och Tai Hu. I det sydligaste Kina flyter den stora Xifloden.

### Klimat
De östra delarna av Kina har ett varmtempererat klimat förutom längst i norr, där det är kalltempererat. De västra delarna har tundraklimat i söder och kallökenklimat i norr. I januari varierar medeltemperaturen från +22 °C vid södra kusten och −20 till −25 °C på Manchuriska slätten, längst i nordöst. Julitemperaturen är betydligt jämnare med 29 °C i söder och cirka 20 °C i norr.
Nederbördsmängden är ungefär 2 000 mm/år i sydöstra Kina och avtar mot norr till cirka 1 000 mm/år. Längre västerut regnar det betydligt mindre och varierar starkt från år till år. Det är sommarmonsunen från Stilla havet som ger merparten av nederbörden, eftersom den för in varm och fuktig luft över landet. Vintermonsunen kommer från norr och för ner kall luft från Sibirien och är mycket torr och kall.
I huvudstaden Peking är medelnederbörden per månad 3 mm i januari och 176 mm i juli. Medeltemperaturen i Peking är -5 °C i januari och +26 °C i juli.
Typiska för Kina är vidare tropiska orkaner, tyfoner eller taifuner. De drabbar främst kustområdena och förorsakar stor skada.

### Växt- och djurliv

#### Flora

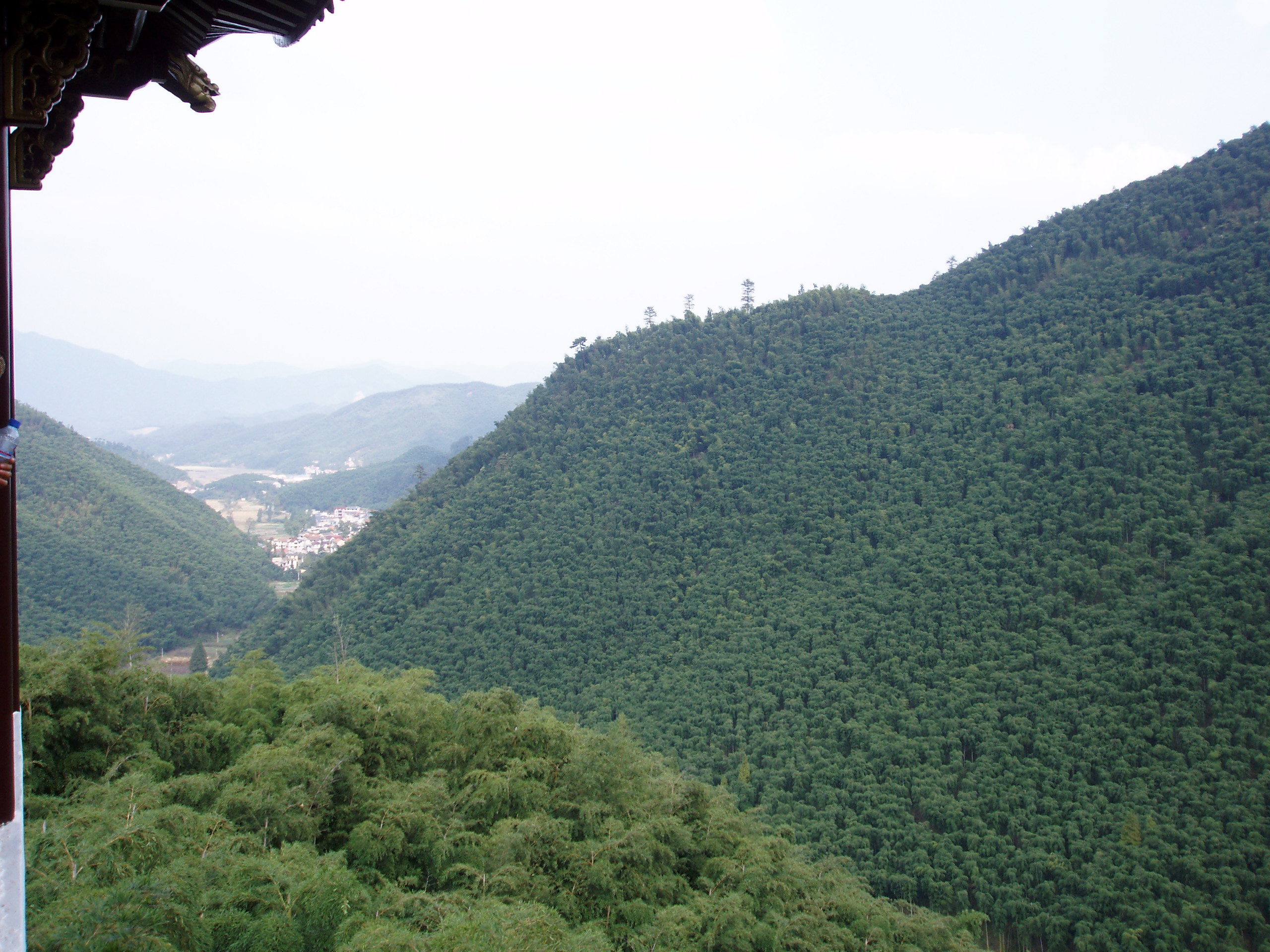
Bambuskog i Zhejiang.

Kina är i botaniskt avseende ett övergångsland mellan norra och södra Asien där de norra och mellersta delarna ingår i palearktiska regionen medan de sydöstra delarna ingår i orientaliska regionen. I södra Kina växer sockerrör och potatis på samma fält, och ek och bambu förekommer i samma skogar. Naturlig spridning av tropiska växter har underlättats genom att de sydkinesiska dalarna följer en nord-sydlig riktning, och först i Qinlingbergen förekommer det en geografisk barriär, som hindrar vidare utbredning. Områdena norr om detta berg är fattigt på träd medan den södra delen har stora skogar. I norra Kina är bergen kala, slätterna bevuxna med vete, bomull och baljväxter. I södra delen av Kina har vegetationen en subtropisk karaktär med städsegröna träd och buskar, ris-, te-, silke och sockerrörsodling, medan vete och baljväxter är mindre vanliga. I de tätast befolkade områdena, särskilt på den stora slätten och utmed hela kusten, har skogarna försvunnit, och överhuvudtaget karaktäriseras växtlighet här av odlade växter.
Specifikt för Kinas fauna framhålls ofta trädväxternas stora artrikedom framför örtväxterna. I norra Kina är de vanligaste träden vitbarkig kinesisk tall (Pinus bungeana), Pinus massoniana, hästkastanj (Aesculus chinensis), popplar, kejsarträdssläktet (paulownia), almar, vide och mullbärsträd, samt Broussonetia papyrifera och Tetrapanax papyrifer som båda används till pappersproduktion. På kullarna växer törnbuskar av flera slag. Det nordvästra lösslandet är nästan alldeles kalt.
Södra Kina är rikt på städsegröna buskar, i synnerhet magnolior och kamelior, men även kamferträd och andra lagerväxter, städsegröna ekar, buxbom med flera. Det förekommer även palmer, som väderkvarnspalm, och söder om 30° förekommer trädormbunkar och längst i söder rottingpalmen (Calamus rotang). I Yunnans och Sichuans berglandskap består skogarna av barrväxter och flera slags lövträd. I Yunnans regnskogar, som utsatts för massiv skövling, finns hälften av Kinas fauna och flora.
Den viktigaste vilda växten för den kinesiska ekonomin är bambun,[källa behövs] som växer överallt och av kineserna används på otaliga sätt. Etta annat exempel är lackträdet (Rhus vernicifera), och ett flertal rhododendronarter förekommer, delvis som epifyter, ända upp till trädgränsen på 3 000–3 500 meter över havet. Ginseng, använd som universalläkemedel, växer vild i Manchuriet och odlas även på många ställen.
Typiska grödor som odlas i Kina är granatäpple, persika, banan, druvor, körsbär, korn, vete, majs, ärter, bomull, tobak, vitbeta, bönor, kål, sallad samt lök, te och ris. Tebusken skall ha introducerats från Assam och förekommer till Gula flodens sydligaste lopp.[källa behövs] Riset fordrar riklig bevattning och odlas därför mest i floddalarna. Dess västra gräns sammanfaller ungefär med tebuskens och silkesfjärilens, men det förekommer i norr till samma breddgrad som Peking och något längre än silkesfjärilen. Ännu nordligare utbredningen har bomullsbusken. Av andra nyttoväxter bör nämnas ramie, sockerrör, flera olje- och fernissträd, galläpple, kamferträd samt rabarber.
Apelsinen härstammar från Kina och infördes på 1500-talet till Europa under benämningen "Kina-äpple". Andra växter som härstammar från Kina är mandarinen vilken först introducerades till Sydeuropa i mitten av 1800-talet, samt många prydnadsväxter, som aster, krysantemum, kamelia, liljor, löjtnantshjärta, kinesisk nejlika, pioner, perilla, primula-arter, rhododendron-arter, flera rosor, stockrosen, porslinsblommor, wisterian med flera.

#### Fauna

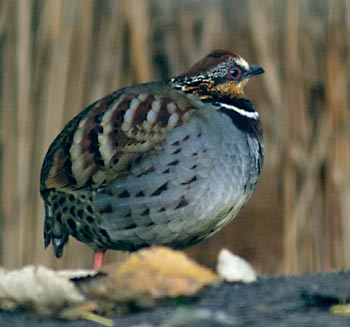
Vitpannad sånghöna är en av flera endemiska fälthöns i Kina.

Kvarlevor av Kinas ursprungliga fauna förekommer bara i de allra västligaste delarna av landet, då människans påverkan på naturen, ända sedan högkulturerna, resulterat i att merparten försvunnit i resten av landet. Kina omfattar över 4400 arter av ryggradsdjur, med över 1250 arter av fåglar, mer än 430 däggdjur, över 200 reptiler och mer än 2300 fiskar. Endemiska däggdjur för Kina är trubbnäsapor, panda, kattbjörn, mårdhund, solgrävlingsarten Melogale moschata, mullvadsarten Scaptochirus moschatus endemisk för Kina, den i vilt tillstånd utdöda davidshjorten, de hornlösa hjortarterna vattenrådjur och tofshjort samt myskhjort. Dessutom förekommer vildsvin, kinesisk ökenkatt, gibboner med flera. Det fanns tidigare ett livskraftigt bestånd av sydkinesisk tiger, men denna art utrotades nästan helt under 1960-talet och är idag akut hotad.
Fågelfaunan består av över 1250 arter av häckfåglar och förbipasserande flyttfåglar. Av dessa är 63 endemiska för Kina (75 om man räknar med Tibet). Speciellt förekommer det många endemiska fälthöns i landet som brunstrupig kungshöna, lössberghöna, sichuansånghöna, vitpannad sånghöna, fujiantragopan och flera fasanarter. Den högsta artrikedomen förekommer i bergsområdena i sydvästra Kina med cirka 36 procent av landets alla arter. Cirka 540 arter av Kinas häckfåglar är flyttfåglar. Det finns tre huvudsakliga flyttkorridorer genom Kina som nyttjas av migrerande fåglar. Utmed Kinas östkust flyttar häckfåglar till södra Kina och Yangtzeområdet, från nordöstra och norra Kina, men även häckfåglar från Ryssland, Korea och Mongoliet. Vissa flyttar så långt söderut som till Japan, Malaysia och Australien under vintern. Den andra flyttkorridoren går över bergskedjorna Taihangshan och Lüliang shan, och vidare över Qinling och Daba shan i mellersta Kina, till Sichuanbäckenet, och nyttjas av häckfåglar i östra och nordöstra Kina, och från mellersta inre Mongoliet. Vissa av dessa flyttar till nedre delarna av Yangtzefloden eller till och med till södra Kina. Den tredje flyttkorridoren sträcker sig från gräs- och ökenområdena i inre Mongoliet, Qinghai och Ningxia, via Animachen, Bayankalabergen, bergskedjorna Qionglai shan och Hengduan till Sichuanbäckenet, Yunguiplatån och till och med Indien. Enigmatiska häckfåglar är guldfasanen som i vilt tillstånd är endemisk för Kina (förutom introducerade, vildlevande bestånd i bland annat Storbritannien), samt silverfasan, kungsfasan, och bland andfåglar kan nämnas mandarinand. Skarvar användes traditionellt vid fiske.
Det finns över 200 arter av reptiler i Kina. Bland giftiga ormar märks bandad krait och monokelkobra. Den kinesiska jättesalamandern kategoriseras som akut hotad. Av fiskar kan nämnas karpfiskar, och fisket föder miljoner människor. Guldfisken domesticerades i Kina under Jindynastin.
Av husdjur är de vanligaste svin, hästar, åsnor och vattenbufflar. Hästarna är vitt spridda i landet, och förekommer i sex olika raser. Den vilda tvåpuckliga kamelen förekommer mycket sällsynt i västra Kina, och 95 procent av förekomsten finns i Inre Mongoliet, Ningxia, Xinjiang och provinsen Gansu. Tamformen är emellertid mycket vanligare; i Inre Mongoliet uppskattas antalet till 100 000 individer, vilket utgör en tredjedel av alla kameler i Kina. Traditionellt har husdjur spelat en mindre viktig roll än i Europa, och boskapsskötsel i större skala förekom förr främst i Inre Mongoliet, där nomader fortfarande håller stora hjordar av får och nötkreatur. Vaxsköldlusen Ericerus pela lämnar ett vax, som i Kina begagnas som bivax.

## Styre och politik

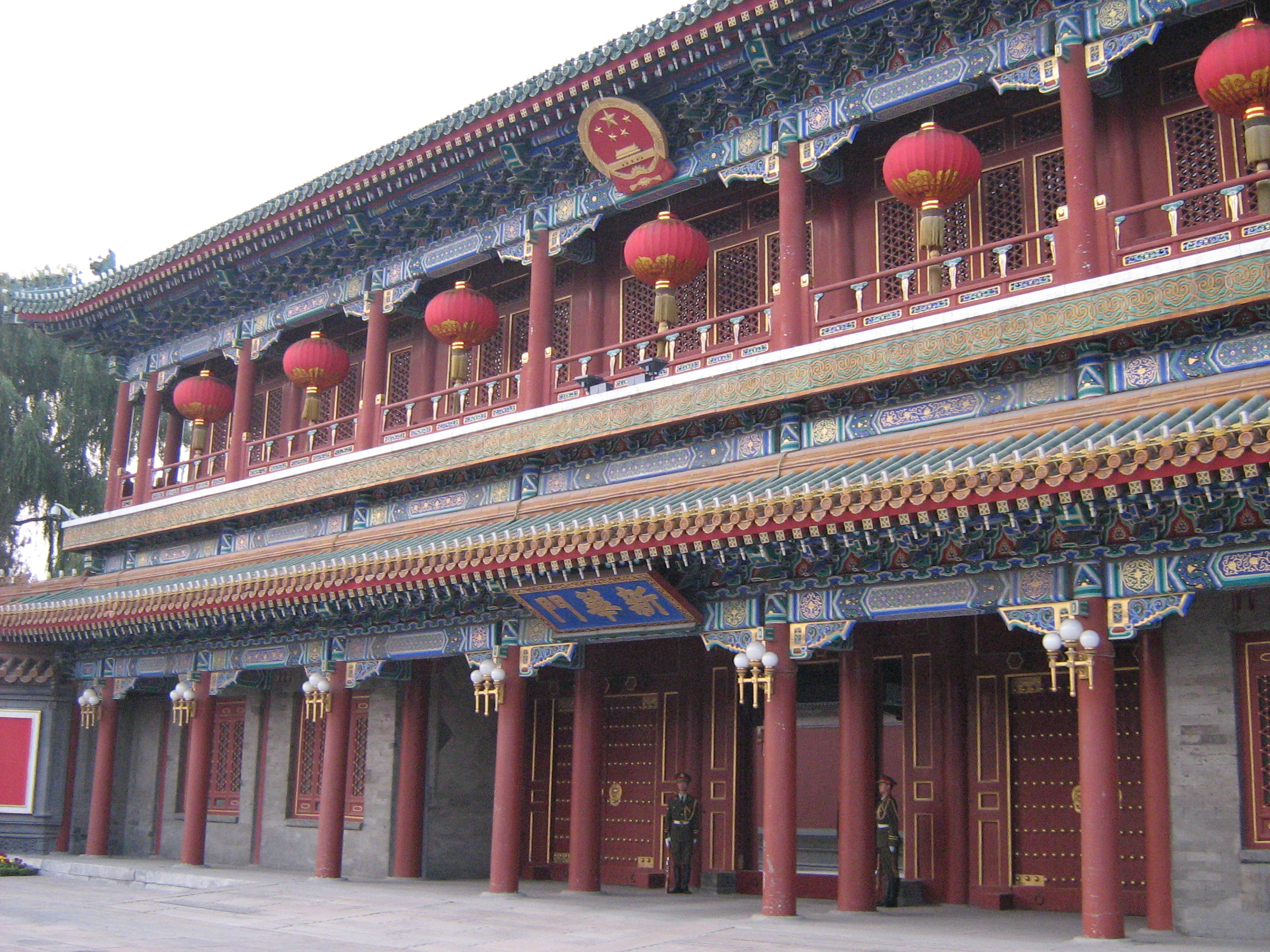
Ingång till Zhongnanhai, som är kommunistpartiets och statsrådets säte.

### Författning och styre
Även om Folkrepubliken Kina genomgått tvära kast sedan dess grundande, så har den grundläggande strukturen varit liknande sedan 1949. Folkrepubliken är en kommunistisk enpartidiktatur under ledning av Kinas kommunistiska parti. 
Maktstrukturen bygger på tre fundament: Kinas kommunistiska parti, det statsbärande partiet, Folkets centralregering, den civila regeringen, och Folkets befrielsearmé, landets väpnade styrkor, vilka lyder under kommunistpartiet och inte under landets civila regering. Kinas högste ledare Xi Jinping förenar de tre fundamenten i sina roller som generalsekreterare för kommunistpartiet, landets president och ordförande i den centrala militärkommissionen.
Folkrepubliken Kinas statsråd är landets regering som formellt utses av Folkkongressen och leds av premiärminister Li Qiang. Han biträds i sitt arbete av ministrarna i statsrådet samt av fyra vice premiärministrar, Ding Xuexiang, Liu Guozhong, He Lifeng och Zhang Guoqing som har specialiserade arbetsområden.
Nationella folkkongressen är benämningen på landets formellt högsta lagstiftande organ som sammanträder en gång varje år. Mellan sammanträdena sköts Folkkongressens arbete av dess ständiga utskott som leds av Zhao Leji. Det är också Nationella folkkongressen som nominellt väljer president och utser centralregeringen där den verkställande makten formellt ligger.
Kinesiska folkets politiskt rådgivande konferens är en rådgivande församling, liknande ett överhus. Den sammanträder varje år samtidigt som folkkongressen och leds av Wang Huning.
Kommunistpartiet kallar i regel vart femte år till en nationell kongress och utser då en centralkommitté, som i sin tur utser en politbyrå. Den verkliga makten i partiet utövas dock av politbyråns ständiga utskott, som består av sju ledamöter som representerar olika funktioner inom stat och parti.

### Administrativ indelning

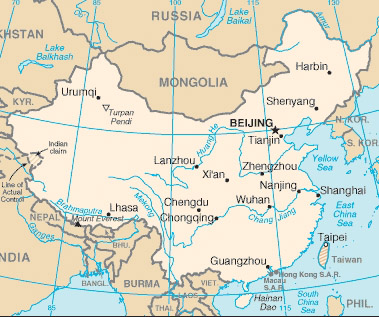
Engelskspråkig karta över Kina.

Folkrepubliken Kina är indelad i administrativa enheter på fyra nivåer under centralregeringen: Den första nivån utgörs av enheter på provinsnivå, den andra utgörs av enheter på prefekturnivå, den tredje utgörs av enheter på häradsnivå och den fjärde av enheter på sockennivå. Under dessa finns byar och grannskapsenheter som kan sägas utgöra en femte administrativ nivå. På alla nivåer finns flera typer av enheter.

#### Provinser
省 (sheng)
Det finns 23 provinser i Kina.
- Anhui (安徽)
- Fujian (福建)
- Gansu (甘肃)
- Guangdong (广东)
- Guizhou (贵州)
- Hainan (海南)
- Hebei (河北)
- Heilongjiang (黑龙江)
- Henan (河南)
- Hubei (湖北)
- Hunan (湖南)
- Jiangsu (江苏)
- Jiangxi (江西)
- Jilin (吉林)
- Liaoning (辽宁)
- Qinghai (青海)
- Shaanxi (陕西)
- Shandong (山东)
- Shanxi (山西)
- Sichuan (四川)
- Yunnan (云南)
- Zhejiang (浙江)
- Taiwan (台湾) är officiellt (både i Folkrepubliken Kina och i Republiken Kina) en provins men den har aldrig kontrollerats av Folkrepubliken Kina och fungerar i praktiken som en självständig stat.

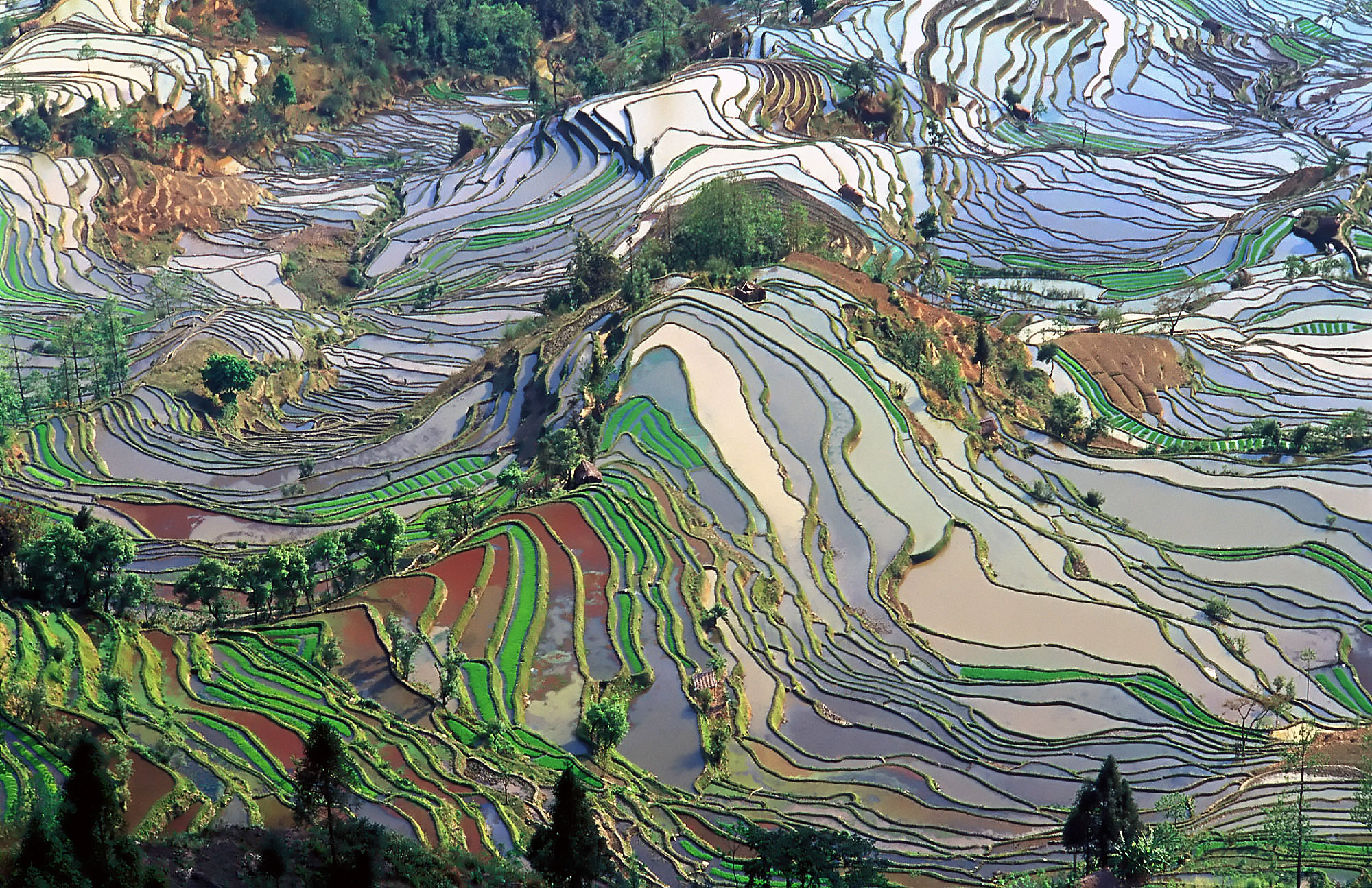
Terrasser i Yunnan-provinsen.

#### Autonoma områden
自治区 (zizhiqu)
- Guangxi (广西)
- Inre Mongoliet (内蒙古, Nèi Měnggǔ)
- Ningxia (宁夏)
- Xinjiang (新疆)
- Tibet (西藏, Xīzàng)

#### Storstadsområden direkt under centralregeringen

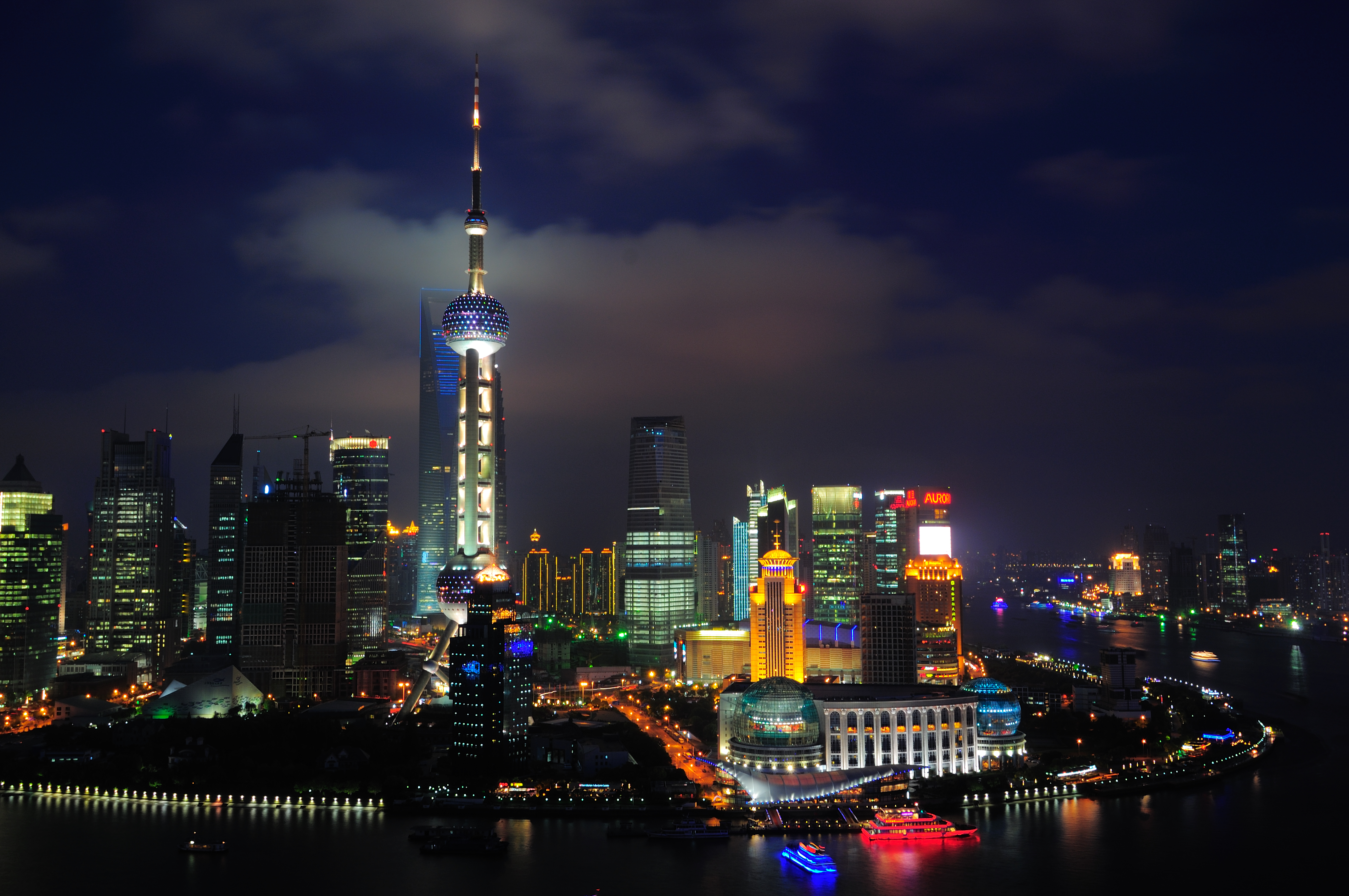
Shanghai är Kinas största stad.

直辖市 (zhixiashi)
- Peking (北京, Běijīng)
- Tianjin (天津)
- Shanghai (上海)
- Chongqing (重庆)

#### Särskilda administrativa regioner
特别行政区 (tebie xingzhengqu)
- Hongkong (香港, Xiānggǎng)
- Macao (澳门, Àomén)

### Omstridda land- och sjöområden
Folkrepubliken Kina har arbetat aktivt för att lösa gränskonflikter med Nordkorea, Ryssland, Kazakstan, Kirgizistan och Tadzjikistan. Kina har olösta gränskonflikter vad gäller landgränser med Pakistan och Indien och vad gäller havsgränser med Japan, Taiwan (republiken), Filippinerna, Malaysia, Brunei och Vietnam.

#### Aksai Chin
Kina anser att Aksai Chin, en svårtillgänglig del av norra Kashmir, tillhör Kina. Även Pakistan och Indien gör anspråk på detta område. Vidare ansåg Kina fram till 2003 att den indiska provinsen Sikkim var en självständig stat och därigenom ett av Kinas grannländer.

#### Arunachal Pradesh
Man anser även att den indiska provinsen Arunachal Pradesh är en del av Kina. Arunachal Pradesh kallas i Kina officiellt för "Sydvästra Tibet". Kina och Indien har utkämpat två krig om området under 1960-talet. Sedan 1962 har relationer mellan de två staterna varit kyliga på grund av konflikten i Arunachal Pradesh.
Förhandlingar pågår mellan Indien och Kina om de omtvistade gränsområdena. Förhandlingarna försvåras av Indiens stöd för den tibetanska exilregeringen under ledning av Dalai Lama i indiska Dharamsala och av Kinas ekonomiska, politiska och militära stöd till Pakistan. Kina betraktar Pakistan som en "strategisk partner". Indien och Pakistan är sedan flera decennier tillbaka inbegripna i en konflikt om herraväldet över Kashmir, ett område som gränsar till Kina.

#### Senkaku/Diaoyu-öarna
Kina och Japan är i en territoriell tvist om Senkakuöarna efter att Japan 1895 i samband med Första kinesisk-japanska kriget inkorporerat öarna till det japanska territoriet. Kina hävdar på historiska grunder rätten till öarna. Japan hävdar att öarna var obebodda och utan spår av kinesiskt styre. Konflikten intensifierades efter att möjliga ekonomiskt viktiga oljefynd gjordes i Östkinesiska havet 1968.

#### Taiwan
Staten Taiwan (Republiken Kina) betraktas av Kina som en utbrytarprovins, se vidare Taiwans politiska status. Det Kinesiska inbördeskriget var ett ca två decennier långt inbördeskrig mellan Republiken Kinas regering, dominerad av Nationalistpartiet, och en kommunistisk gerillagrupp kallad Kinas kommunistiska parti. Kinas kommunistiska parti vann inbördeskriget och lyckades driva landets regering, Nationalistpartiet, och dess trupper på flykt till ön Taiwan. Kommunistpartiet grundade en ny stat i de områden av Republiken Kina de själva kontrollerade, kallad Folkrepubliken Kina, 1949. Nationalistpartiet fortsatte att styra ön Taiwan under namnet "Republiken Kina". Folkrepubliken Kina har sedan dess krävt att även Taiwan ska införlivas i Folkrepubliken Kina. Republiken Kina på Taiwan har likaledes sedan dess krävt att de områden Folkrepubliken Kina kontrollerar ska återföras till Republiken Kina.

#### Sydkinesiska havet
Kina betraktar merparten av Sydkinesiska havet, närmare bestämt ett område begränsat av den så kallade "Niopunktslinjen" (九段线, Jiǔduàn Xiàn), som tillhörande Kina. Området inkluderar Paracelöarna och Spratlyöarna och är strategiskt viktigt då merparten av all fartygstrafik mellan Stilla havet och Indiska oceanen flyter igenom området. Ytterligare fem länder och territorier har anspråk på hela eller delar av området (Vietnam, Filippinerna, Malaysia, Brunei och ön Taiwan), vilket tros härbärgera stora naturrikedomar av naturgas och olja. USA har en stor flottbas, ön Guam, i närheten av området.

### Rättsväsen

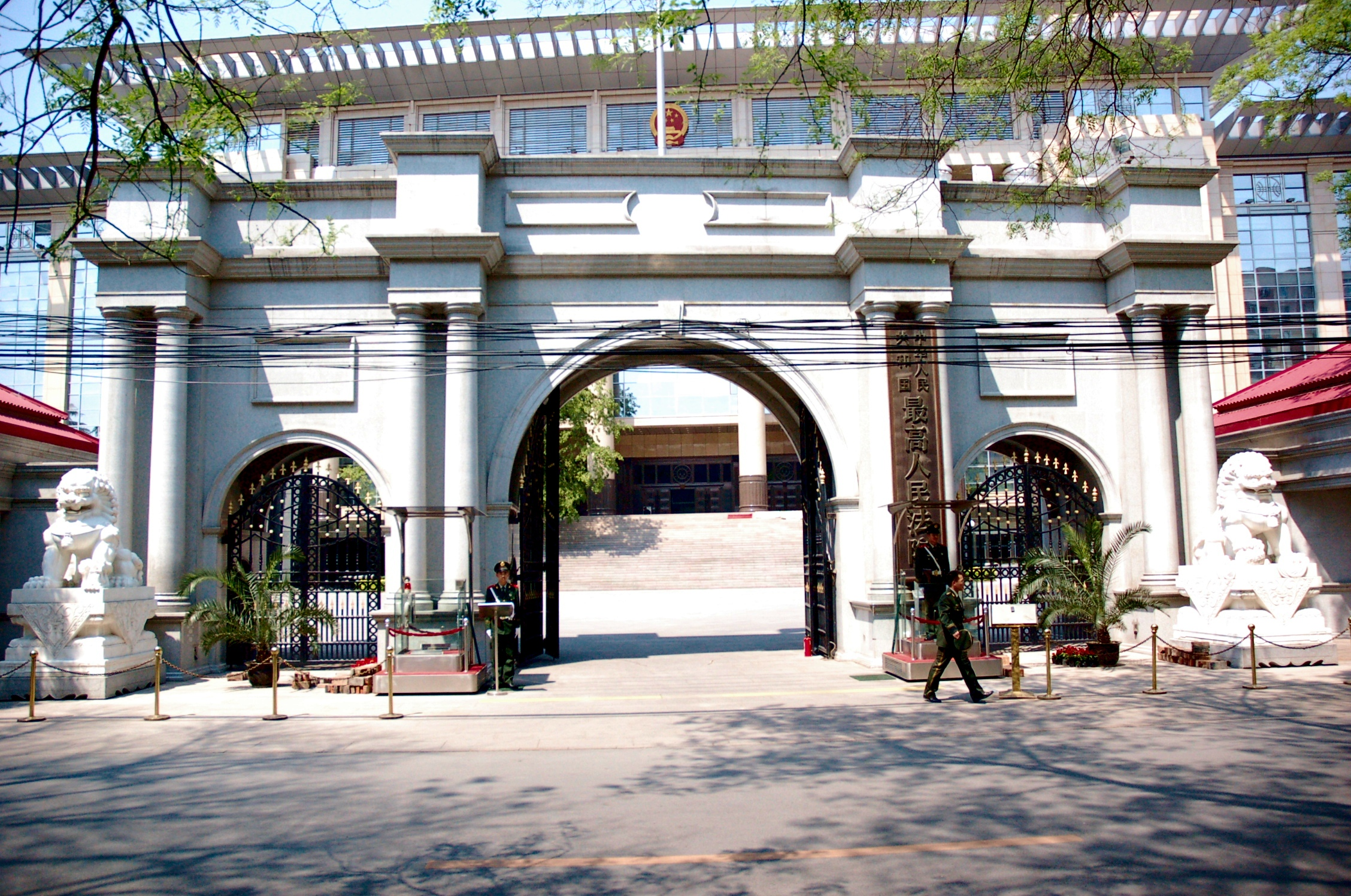
Porten till Högsta folkdomstolen, beläget i det gamla legationskvarteret i Peking.

Under Folkrepubliken Kinas första sex år byggde kommunistpartiet upp ett rättsväsende delvis efter sovjetiska förebilder. 1954 antogs landets första konstitution, vilken upprättade Folkets högsta domstol, Folkets högsta åklagarämbete, ett justitieministerium. I samband med "kampanjen mot högeravvikelser" 1957 avstannade dock lagstiftningsarbetet och 1959 avskaffades justitieministeriet helt och Ministeriet för offentlig säkerhet i Kina tog över stora delar av rättskipningen. Kulturrevolutionen 1966–1976 innebar ytterligare ett hårt slag mot rättsväsendet, som blev alltmer politiserat.
Efter Maos död 1976 och reformperiodens början i slutet på 1970-talet återupprättades rättsväsendet och en ny period av lagstiftningsarbete inleddes. 1982 antogs en ny konstitution som fortfarande gäller. Enligt såväl Amnesty International som Human Rights Watch kränks grundläggande mänskliga rättigheter varje dag. 2010 tilldelade den norska nobelkommittén Nobels fredspris till den regimkritiske Liu Xiaobo "för hans långa och våldsfria kamp för centrala mänskliga rättigheter i Kina". Han deltog i den fredliga Protesterna och massakern på Himmelska fridens torg 1989 den 4 juni, då dessa slogs ned med våldsam kraft och med ett okänt antal dödade som följd. Han har ett flertal tillfällen varit frihetsberövad och förlorat sin tjänst som lärare. Hans hustru drabbades av regimen genom beslut om husarrest.

#### Mänskliga rättigheter
Medan de ekonomiska och sociala kontrollerna har varit mycket begränsade i Kina sedan 1970-talet, är den politiska friheten fortfarande strikt begränsad. I folkrepubliken Kinas konstitution fastslås de grundläggande rättigheterna för medborgarna, vilka bland annat innefattar yttrandefrihet, tryckfrihet, rätten till en rättvis rättegång, religionsfrihet, allmän rösträtt och äganderätt. Däremot ger dessa bestämmelser inte något signifikant skydd i praktiken mot åtal av staten.
I och med de kinesiska ekonomiska reformerna och dess framsteg har de tiotals miljoner kineser som lämnat landsbygden och flyttat till städerna kommit att behandlas som en andra klassens medborgare av Kinas föråldrade registreringssystem av hushåll, som styr statliga förmåner det så kallade hukou. Skyddet för egendom och äganderätt är svagt, och missbruket av expropriation av böndernas mark har drabbat många bönder i Kina.
Censur av politiska tal och information, bland annat på Internet, sker helt öppet och används rutinmässigt för att tysta kritik av regeringen och det styrande kinesiska kommunistpartiet. Kommunistpartiet har haft blandad framgång i hanteringen av information: en mycket stark kontroll av datamedier ställs inför mycket starka marknadskrafter, en allt mer utbildad befolkning, och kulturella förändring som gör Kina mer öppet, särskilt vad avser miljöfrågor. Kontroversen med Googles och dess söktjänster i Kina och frågan om frivillig censur har satt fokus på dessa frågor.
År 2005 rankade Reportrar utan gränser Kina 159 (av 167 staterna) i sin årliga World Press Freedom Index. Regeringen har slagit ned flera demonstrationer som genomförts av organisationer, vilka regeringen betraktat som ett potentiellt hot mot "social stabilitet" och kontroll, vilket var fallet med protesterna från 1989 på den Himmelska fridens torg. Ett antal utländska regeringar och frivilligorganisationer kritiserar rutinmässigt Kina för de omfattande brotten mot de medborgerliga fri- och rättigheterna, inklusive systematisk användning av långa frihetsberövanden utan rättegång, framtvingande av bekännelser, tortyr, misshandel av fångar, inskränkningar av yttrandefrihet, mötesfrihet, föreningsfrihet, religion, press, och fackliga rättigheter. Andra grova brott mot mänskliga rättigheter i Kina som det rapporterats om är framtvingade aborter och steriliseringar. Kina tillämpade 1979-2015 en så kallad ettbarnspolitik (ettbarnspolitiken såg dock inte likadan ut i hela Kina)) som dock började fasas ut under 2010-talet och som 2016 ersattes med en tvåbarnspolitik.
Kina avrättar fler människor än något annat land, motsvarande 72 procent av världens totala under 2009, även om det inte är den största bödeln per capita. 
Den kinesiska regeringen har svarat genom att hävda att begreppet mänskliga rättigheter bör ta hänsyn till ett lands nuvarande nivå av ekonomisk utveckling, och fokusera mer på människors rätt till försörjning och utveckling i fattigare länder. Den ökande levnadsstandarden och ökande läskunnighet samt en höjd förväntad livslängd för den genomsnittlige kinesen har under de senaste tre decennierna setts av regeringen som konkreta framsteg för de mänskliga rättigheterna. Arbetet under det senaste decenniet för att bekämpa dödliga naturkatastrofer, såsom återkommande översvämningar Yangtzefloden, och arbetsrelaterade olyckor beskrivs också i Kina som ett framsteg i mänskliga rättigheter för en stor del av det fortfarande fattiga landet.[källa behövs]
Kina har också blivit kritiserat för förföljelsen av Falungongutövare. Det uppskattas att Falungonganhängare utgöra en majoritet av fångarna på flera kinesiska arbetsläger. Kilgour-Matas rapporten som publicerades 2006 visade att den kinesiska staten har avrättat en stor mängd Falungongutövare. Denna rapport förklarade även att organen från 41 500 organtransplantationer som gjorts på kinesiska sjukhus kan ha kommit från dessa avrättade fångar.

#### Censur
Den kinesiska staten har byggt upp ett av världens mest avancerade och omfattande system för censur och kontroll av material på internet och blockerar ett mycket stort antal utländska webbplatser. Wikipedia är ett exempel på en hemsida som inte kan läsas i Kina. Den brandvägg som filtrerar vilka delar av internet som kan nås från kinesiska datorer kallas "the great firewall of China" (svenska: "Kinas stora brandvägg"), vilket är en ordvits som syftar på den Kinesiska muren. Brandväggen innebär att inkommande trafik på nätet filtreras och innehåll som anses olämpligt sållas bort. Det kan handla om allt från politisk information till sociala medier. Eftersom sociala medier så som Facebook censureras i Kina har det uppstått flera kinesiska motsvarigheter. Ett sådant exempel är Sina Weibo. Kinas stora brandvägg filtrerar också inlägg på kinesiska sociala medier om dessa kritiserar det Kinesiska kommunistiska partiet. Exempel på censurerade ämnen är demokrati, Falungong samt massakern på Himmelska fridens torg 1989.

### Försvar

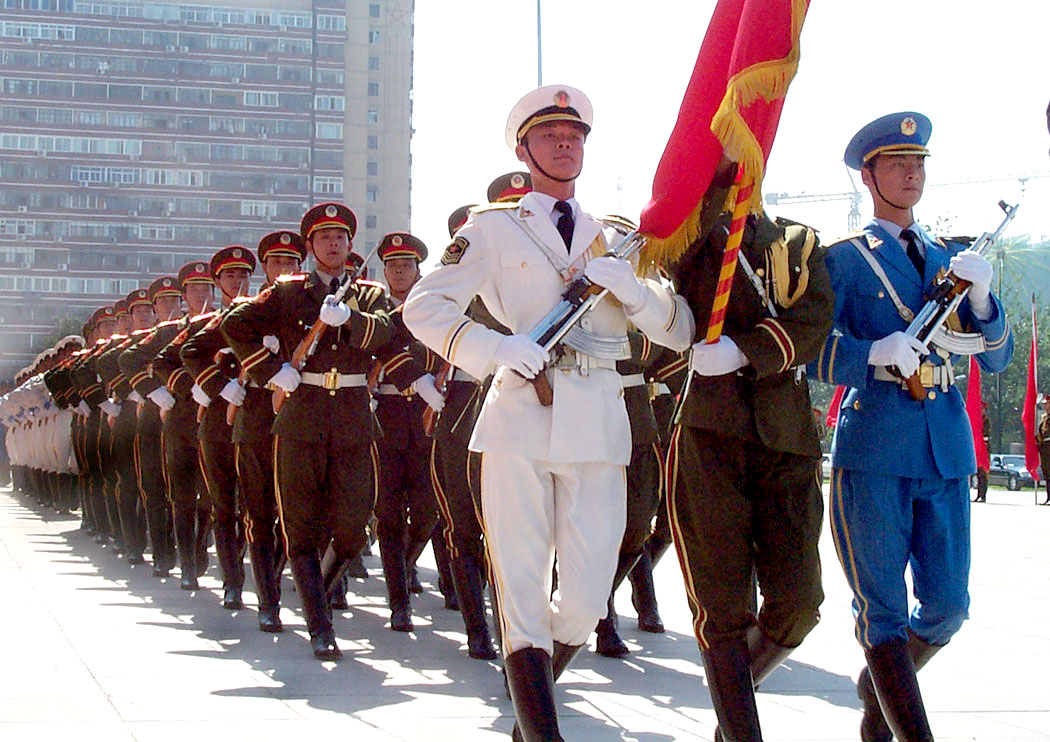
Soldater från Folkets befrielsearmé i paraduniform.

Folkets befrielsearmé är det officiella namnet på Folkrepubliken Kinas militära styrkor. Den grundades av Kinas kommunistiska parti 1927 och lyder under partiets Centrala militärkommission. Folkets befrielsearmé har kärnvapen och är en av världens största militära styrkor. Folkets befrielsearmé är organisatoriskt skild från Folkets beväpnade polis, som emellertid också lyder under Centrala militärkommissionen.
Folkets befrielsearmé är formellt underordnad kommunistpartiets centrala militärkommission, och inte till landet Kina. På detta vis skiljer sig Folkets befrielsearmé från den typ av försvar som finns i demokratiska länder som exempelvis Sverige och USA. En identisk kommission finns inom statsmakten, men den har ingen tydlig funktion. Den centrala militärkommissioner har betydligt mer makt än försvarsministeriet vilket gör att kommunistpartiet håller makten över folkets befrielsearmé.
Folkets befrielsearmé delas upp i marktrupper, flottan, flygvapnet och Andra artillerikåren (strategiska robotar).

#### Militär
Folkrepubliken Kinas militär utgörs av Folkets befrielsearmé, Folkets beväpnade polis samt reserver och milis. Folket befrielsearmé delas upp i marktrupper, flottan, flygvapnet och andra artillerikåren (strategiska missiler). Den ska skäras ned med 1,8 miljoner man till 2008. För tillfället består den av cirka 2,3 miljoner man. År 2003 hade man 1,5 miljoner man i paramilitära styrkorna . Kina har sedan mitten av 1960-talet sina egna kärnvapen och är en av de fem officiella kärnvapenmakterna.
Folkrepubliken Kinas regering och försvarsministerium har ingen egentlig makt över Folkets befrielsearmé. Folkets befrielsearmé lyder istället direkt under Kinas kommunistiska parti och dess organ Centrala militärkommissionen.

## Ekonomi och infrastruktur

Ekonomisk tillväxt i Kina från 1952–2012.

Folkrepubliken Kina hade från 1953 fram till 1978 en planekonomi efter sovjetisk modell, där statsägda företag dominerade ekonomin och där Statsplanekommissionen hade ansvar för att utarbeta femårsplaner för den kinesiska ekonomin. Deng Xiaoping initierade 1978 marknadsorienterade reformer som uppmuntrade bönder på landsbygden att starta industrier. Invånarna i städerna uppmuntrades att starta privata företag vilket medförde en framväxt av många nya företag inom tjänstesektorn. Man välkomnade också utländska investeringar. Trots reformpolitiken så har femårsplanerna och de statsägda företagen bibehållit en viktig roll i ekonomin.
Kinas ekonomi är en av de snabbast växande globalt sett och är idag världens andra största ekonomi efter USA. Åren 2001–2006 passerade Kinas ekonomi Italien, Frankrike, Storbritannien och Tyskland i storlek. Givet storleken på landets befolkning har landet potential att bygga en ekonomi flera gånger större än USA:s.
Enligt Öhrlings PricewaterhouseCoopers beräkningar växer Kina om USA och blir världens största ekonomi redan år 2025 och 2050 kommer Kinas ekonomi att vara 30 procent större än USA:s. Samtidigt kommer Indiens ekonomi vid samma tidpunkt att ha nått en storlek motsvarande ca 90 procent av USA:s ekonomi, enligt Öhrlings PricewaterhouseCoopers.
Enligt en rapport från Goldman Sachs förespås Kina överta USA:s roll som världens största ekonomi år 2040. Det enda land som efter denna tidpunkt kan konkurrera med Folkrepubliken Kina i ekonomisk storlek, väntas bli Indien.
Skillnaderna i levnadsstandarden är stor mellan bönder och stadsbor. Den ekonomiska liberaliseringen under 1980-talet medförde en snabb höjning av köpkraft och standard i landsbygdsområden i främst södra och östra Kina, men omkring 1990 var medelinkomsten i städerna fortfarande dubbelt så hög som på landet. Välståndsskillnaderna blir även mindre mellan till exempel statliga anställda med fast lön (sämre betalda), anställda i kooperativa företag och egna företagare.
Sedan 1978, och framför allt sedan början av 1990-talet har Kinas ekonomi vuxit kraftigt, efter att tidigare ha utgjort en obetydlig del i världens ekonomi. Enorma penningflöden från västvärlden till Kina utgjorde den största faktorn till den hastigt ökande ekonomin.
Kinas växande ekonomi kräver alltmer stål, betong, cement och olja till sin växande industri. Denna faktor orsakade att världspriset på dessa produkter ökat kraftigt. Det var främst stora metropoler som (Shanghai, Peking och Guangzhou) som fick uppleva boomen – antalet medelklasskineser ökade som aldrig förr, samtidigt som bönderna i inlandet förblivit relativt fattiga.
År 2009 hade Kina en bruttonationalprodukt (köpkraftsparitet) på 8 511 092 000 000 internationella dollar. Landets BNP (PPP) per capita låg samma år på 6 379 internationella dollar. Kinas folkbank innehar mer finansiella tillgångar är något annat offentligt organ i hela världen.

### Näringsliv

#### Energi och råvaror
Kina har mycket naturresurser som kol, olja, koppar och många andra mineraler. Kina är världens största producent av kol. Både för industrin och hemmet i städerna är kol den vanligaste energikällan. Det mesta kolet hittar man i norra Kina. Oljan håller på att bli viktigare i Kina som bränsle. Oljan måste transporteras via rörledningar till orter där den behövs. Det mesta av oljan ligger i avlägsna och obefolkade områden, som öknarna i nordväst. En annan växande energikälla i Kina är vattenkraft. Det har redan byggts hundratals dammar i landets floder. Men det finns även på landsbygden människor som fortfarande litar på växtdelar och ved för att få bränsle.[källa behövs]
Viktiga naturresurser i Kina är: kol, järnmalm, olja, naturgas, kvicksilver, tenn, volfram, antimon, mangan, molybden, aluminium, bly, zink, uran och koppar.

### Handel
Kina har under 2000- talet också haft den snabbaste ökningen av utrikeshandel. Exporten har ökat kraftigt under 2000-talet, exporten uppgår till 30 procent av Kinas BNP. Textilier, kläder, leksaker och skor har varit viktiga exportvaror. Under 2000-talet så har också elektronik och maskiner dominerat exporten.[källa behövs]
Mycket stor del av exporten utgörs av varor som tillverkats, eller satts samman av importerande komponenter, på fabriker som fått stöd av utländska investeringar eller har utländska huvudägare. För att Kina ska kunna ha någon möjlighet att framställa avancerande tekniska produkter krävs också import av maskiner och elektronik men också stål. Olja är också en väldig importvara som Kina har importerat in allt mer. Importen av livsmedel har också ökat under 2000-talet. Importen i uppgår till 26 procent av BNP.
Handel har gjort Kina till största handelspartner med EU och med länderna i Sydostasien och Afrika. Och är näst största handelspartner med Latinamerika och USA. Det som lockar Kina att investera i Asien, Afrika och Latinamerika är de stora råvarutillgångarna. I Afrika handlar Kina med hela 49 av Afrikas 54 länder. Nästan en miljon kineser redan har flyttat till Afrika. Kina satsar alltså mycket på Afrika, främst för att få tillgång till olja, naturgas och mineraler men de försöker också få de afrikanska länderna att producera mat till en växande kinesisk befolkning.[källa behövs]
Till skillnad från västländerna ställer Kina inga krav om demokrati och mänskliga rättigheter för samarbete och utvecklingsbistånd. Det är en stor fördel i konkurrensen med USA och Väst om att få samarbeta med de afrikanska länderna. Detta bidrar nämligen till att säkra Kinas tillgång på viktiga råvaror och växande ekonomier.

### Infrastruktur

#### Transporter
Kinas transportsystem är under hård press på grund av snabb tillväxt, vilket leder till förseningar och köer. Trots detta har gods- och persontransporter ökat med 12–15 procent årligen. Järnvägar spelar en avgörande roll, medan floder och kanaler hanterar tunga godstransporter. Lastbilar används främst för kortare sträckor. År 2007 skedde 53 procent av persontrafiken på vägar, 33 procent med järnväg och resten med flyg.
Järnvägsnätet kopplar samman alla provinshuvudstäder, med stora investeringar i höghastighetståg och elektrifiering. En känd förbindelse är Shanghais maglevtåg, som når 430 km/h. Motorvägsnätet, med över 45 000 km 2006, är världens näst längsta. Privatbilism och motorfordon har ökat kraftigt, vilket skapar trafikproblem.
Hamnar hanterar 90 procent av utrikeshandeln, med stora hamnar som Shanghai, Tianjin och Ningbo. Flygtrafiken växer snabbt, och Kina är världens näst största flygtransportnation med cirka 140 civila flygplatser. Air China och andra bolag hanterar inrikes- och internationella rutter.

#### Utbildning
Före bildandet av folkrepubliken 1949 var den stora majoriteten av Kinas befolkning analfabeter. Det kinesiska kommunistpartiet prioriterade utbildning högt, även om enigheten tidvis vacklat. Hellre röd än expert! löd ett slagord under kulturrevolutionen. Under kulturrevolutionen angreps hela utbildningssystemet, och den högre utbildningen avskaffades i stort sett helt. Under 1980-talet minskades de ideologiska inslagen i utbildningen och betydelsen av fackkunskaper och forskning för att modernisera Kina betonades. Den obligatoriska skolgången förlängdes.
I dag gäller skolplikt från 7 års ålder och 99 procent av alla barn i grundskolan. Kina uppnår sedan 2011 FN-målet att ge alla barn möjlighet att gå i den nioåriga grundskolan. Men förhållandena ser olika ut i olika delar av landet. I storstäderna är läskunnigheten högre och lärarna fler och högre utbildade. Ett viktigt mål för Kinas ledning har därför under 2010-talet varit att fördela resurserna bättre och nå ut med mer stöd till de mindre samhällena.
Cirka 2 procent av Kinas BNP gick 2005 till utbildningssektorn.
1986 antog den nationella folkkongressen en lag om 9-årig obligatorisk skolgång, som skulle vara genomförd inför millennieskiftet. Det var en omfattande reform som genomfördes stegvis. 2001 utformades en ny läroplan för grundskolan med 18 skolämnen. Då uppgraderades ämnet idrott, som tidigare haft låg status i kinesisk skola. Även vid universiteten blev det då obligatoriskt med idrottsundervisning. Genomförandet av nioårig grundskolan gick långsamt och 2003 flyttades målet fram till 2008. Före grundskolan ligger en treårig förskola, som i stor utsträckning är genomförd i städerna. De första sex åren av grundskolan studerar eleverna kinesiska, matematik, naturvetenskapliga ämnen, geografi, historia, musik samt konst och bild. Av eleverna går 98 procent vidare till det treåriga högstadiet, och två tredjedelar fortsätter till gymnasierna efter inträdesprov. Av gymnasierna är vissa specialiserade mot ingenjörsvetenskaper, medicin, jordbruk, företagsekonomi eller juridik. Till de bästa universiteten är det extremt hård konkurrens. Under 2010-talet har antalet högre lärosäten ökat kraftigt.
1990 var 182 miljoner kineser analfabeter, men 2003 endast 85 miljoner. Enligt en uppskattning av FN var då nio av tio kineser äldre än 15 år läs- och skrivkunniga. Det sågs som en mycket hög andel för att vara i ett utvecklingsland. De regionala skillnaderna var dock stora.
2006 meddelade staten att skolavgifterna i grundskolan skulle tas bort för 150 miljoner landsbygdselever. Det som en form av ekonomiskt stöd åt fattiga bondehushåll. I de flesta städer är skolavgifterna mycket höga för barn till migrantarbetare, som därför oftast låter barnen stanna kvar hos mor- eller farföräldrarna när de flyttar till industri- och servicearbeten i expansiva delar av landet.

## Befolkning

### Demografi
Kinas befolkning är över 1,4 miljarder och därmed världens näst största. I Kina bor närmare en femtedel av jordens totala befolkning.

#### Minoriteter
Kina har 55 officiella, av centralregeringen i Peking erkända, folkgrupper och minoriteter. Hankineser är den största befolkningsgruppen och utgör 92 procent av den totala befolkningen. Vid slutet av den kejserliga eran 1911 hade hankineserna kommit att beskrivas av bland annat Sun Yat-sen och andra republikanska revolutionärer som den största och viktigaste av de fem stora etniska kategorierna (”nationaliteterna”) som sades utgöra det kinesiska folket: de andra var manchuer, mongoler, hui och tibetaner. Folkrepubliken övergav officiellt Suns tolkning av nationalitetsbegreppet. Dagens hankinesiska majoritet är i sig mycket heterogen i fråga om såväl traditioner som språk. Inom den hankinesiska gruppen talas olika regionala varianter av kinesiska, vilka ofta är minst lika olika från varandra som de germanska eller romanska språken. Politiskt sett saknar dessa regionala språk dock officiell status, varför de i dagligt tal ofta kallas för "dialekter". De största minoritetsgrupperna är zhuang, manchu, hui, miao och uigurer. Det finns ytterligare minoritetsgrupper, exempelvis tuviner och dolaner, kammuer och kuconger, som inbegrips i de officiella kategorierna eller räknas till ”obestämda folk”.
Vid folkräkningen år 1964 registrerades inte mindre än 183 etniska grupper, vilket visar att det döljer sig en stor mångfald i de officiellt redovisade kategorierna.
Av de av regeringen i Peking officiellt erkända 55 minoriteterna, har tre stycken förskrivits till den självstyrande ön Taiwan. Enligt myndigheterna på ön har Taiwan istället minst tolv minoriteter.[källa behövs]

### Språk

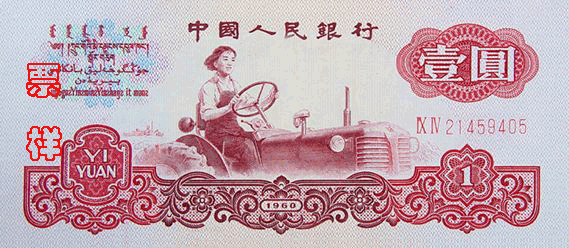
Kinesiska samt några minoritetsspråk på 1 yuans-sedel.

Det kinesiska språket är starkt dominerande och talas av ungefär 95 procent av befolkningen. Vidare finns cirka 60 miljoner talare av mer än 250 minoritetsspråk. Dessa talare är i huvudsak tvåspråkiga och använder kinesiska som skriftspråk. Mandarinkinesiska är lingua franca mellan de olika språkliga grupperna, och enligt lagen är det statens enda officiella språk.
De andra sinotibetanska språken i Kina inkluderar tibetanska. Ü-tsang, som talas i centrala Tibet, är den största varianten av tibetanska. Kham-varianten talas i Sichuan och amodo-varianten i Qinghai. Språkskiftet från tibetanska till kinesiska i skolorna i Tibet har väckt oro om språkets framtid.
Altaiska språk talas av cirka 14 miljoner i norra Kina. De viktigaste språken är mongoliska (cirka 3 miljoner) och uiguriska (cirka 8 miljoner). Uiguriskan har hotats av dem kinesiska myndigheter som trycker uigurer att använda kinesiska för att bevisa lojalitet till Kina, och språket har raderats från bland annat trafikmärken. Också kazakiska talas i Ili kazakiska autonoma prefektur där det har en officiell status. Mongoliskan i Kina skrivs fortfarande med det traditionella skriftsystemet varemot i Mongoliet används tillsvidare kyrilliska.
Koreanskan talas av ungefär 2 miljoner vid gränsen mot Korea i provinsen Jilin där språket har officiell status i Yanbian koreansk autonom prefektur. Det kinesiska språket har också haft en stor inverkan på koreanska. Den inkluderar bland annat lexikon och skriftsystemet (hanzi) som användes innan hangul togs i bruk.
Den största gruppen av minoritetsspråk i Kina är tai–kadaispråken, som är besläktade med huvudspråket thai. De talas av sammanlagt 22 miljoner. En mindre språkfamilj är Hmong-mienspråken med 7 miljoner talare. Zhuang, som talas i Guangxi, skrivs med latinska alfabetet. Den austroasiatiska språkfamiljen representeras i Kina av ett tiotal språk med sammanlagt 500 000 talare.
De etablerade främmande språk, engelska och portugisiska, talas i Kinas särskilda administrativa regioner, Hongkong och Macao, på grund av koloniala historian.

### Religion

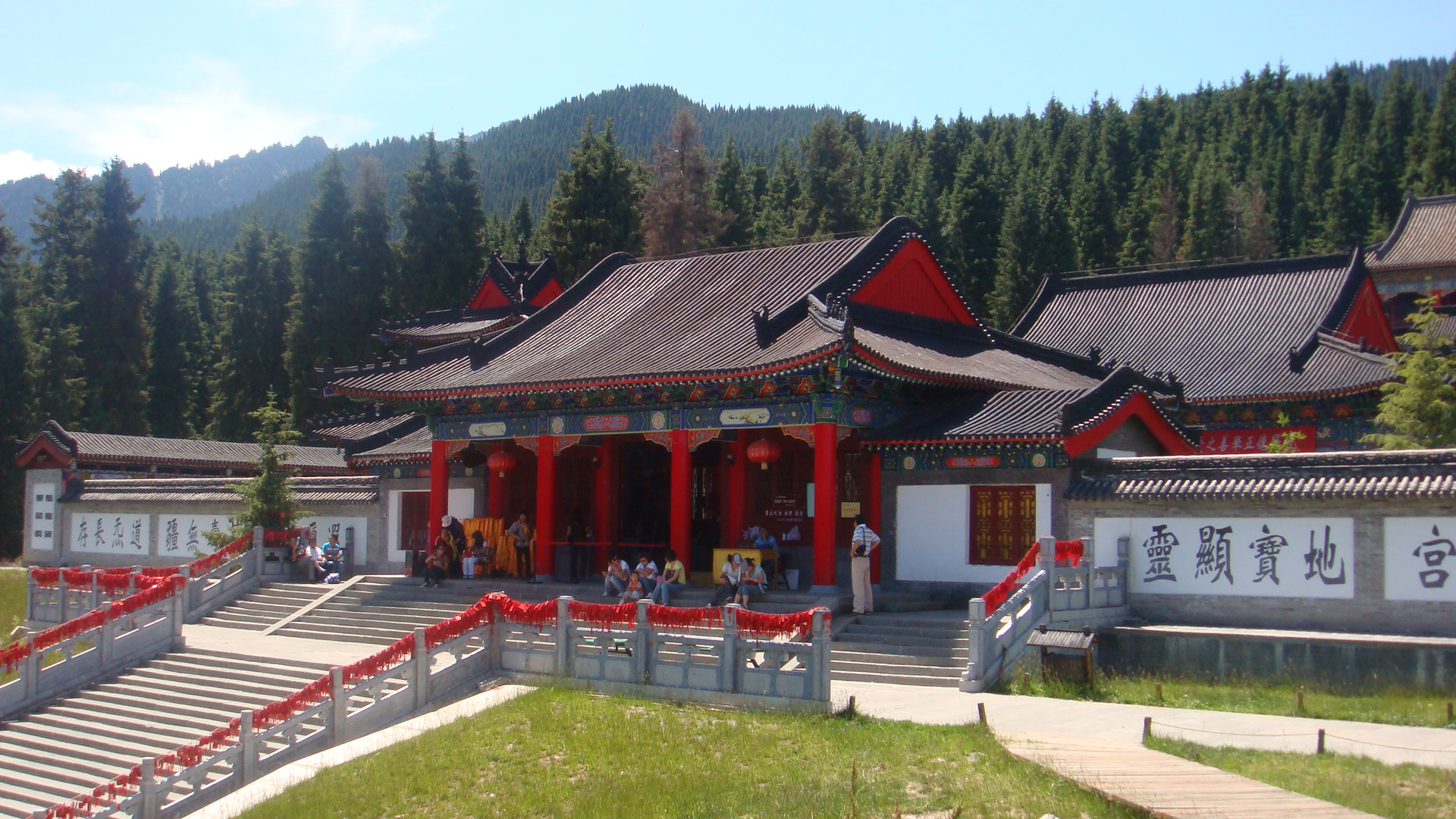
Ett daoiskt tempel i Fukang i Xinjiang.

Kinesisk religion är en samlingsterm för de religioner som utövats eller utövas i Kina. Dessa inkluderar kristendom, islam och judendom, liksom inhemska kinesiska religioner som schamanism, förfädersdyrkan, konfucianism, daoism och olika former av buddhism.
Tre stora religioner har utövat stor påverkan på Kinas kultur: konfucianismen, daoismen och buddhismen. De här kallas oftast för tre lärdomar (三教, san jiao). Det råder delade meningar huruvida konfucianismen ska räknas som en religion, då denna tankeriktning har större likheter med filosofi och politisk ideologi än med en traditionell religion.
Folkrepubliken Kinas regering i Peking erkänner idag fem officiella religioner:
- Buddhism
- Daoism
- Islam
- Kristendom - protestantism och katolicism

Konfucianismen är tillåten, men betraktas inte som en religion.
Islam nådde Kina relativt tidigt bland annat via handel över Sidenvägen. Redan under 600-talet e.Kr. kom kristendomen liksom islam till Kina. Flera framstående personligheter ur Kinas historia har varit muslimer, bland annat Zheng He som tillhörde den muslimska kinesiska minoritetsgruppen Hui-folket och ledde en mycket stor kinesisk flotta på en expeditioner till Mellanöstern och Afrika i början av 1400-talet. I samband med denna expedition genomförde Zheng He pilgrimsfärder till Mecka på den Arabiska halvön.
Kinas ledande kommunistiska partiet är officiellt ateistiskt och det har försökt kontrollera alla religioner i landet genom sinifiering av religionerna.

## Kultur
Kinas kultur är en av världens äldsta. Landet hade ett utvecklat samhällssystem redan för 4 000 år sedan och det är i Kina som många stora uppfinningar sett dagens ljus, exempelvis pappret, boktryckarkonsten, porslin, krut och kompassen.
Skriften (de kinesiska tecknen) utvecklades dock avsevärt senare i Kina än i andra tidiga kulturer. De äldsta bevisen för bevarad skrift i Kina är ca 3 200 år gamla, att jämföra med Grekland (3 500 år), Pakistan (5 200 år) och Egypten (5 200 år).
Kejsardynastierna varade i drygt 2 100 år (221 f.Kr. - 1911 e.Kr.) och omfattade både epoker av stabilitet och av omvälvande förändring.

### Traditioner

#### Matkultur

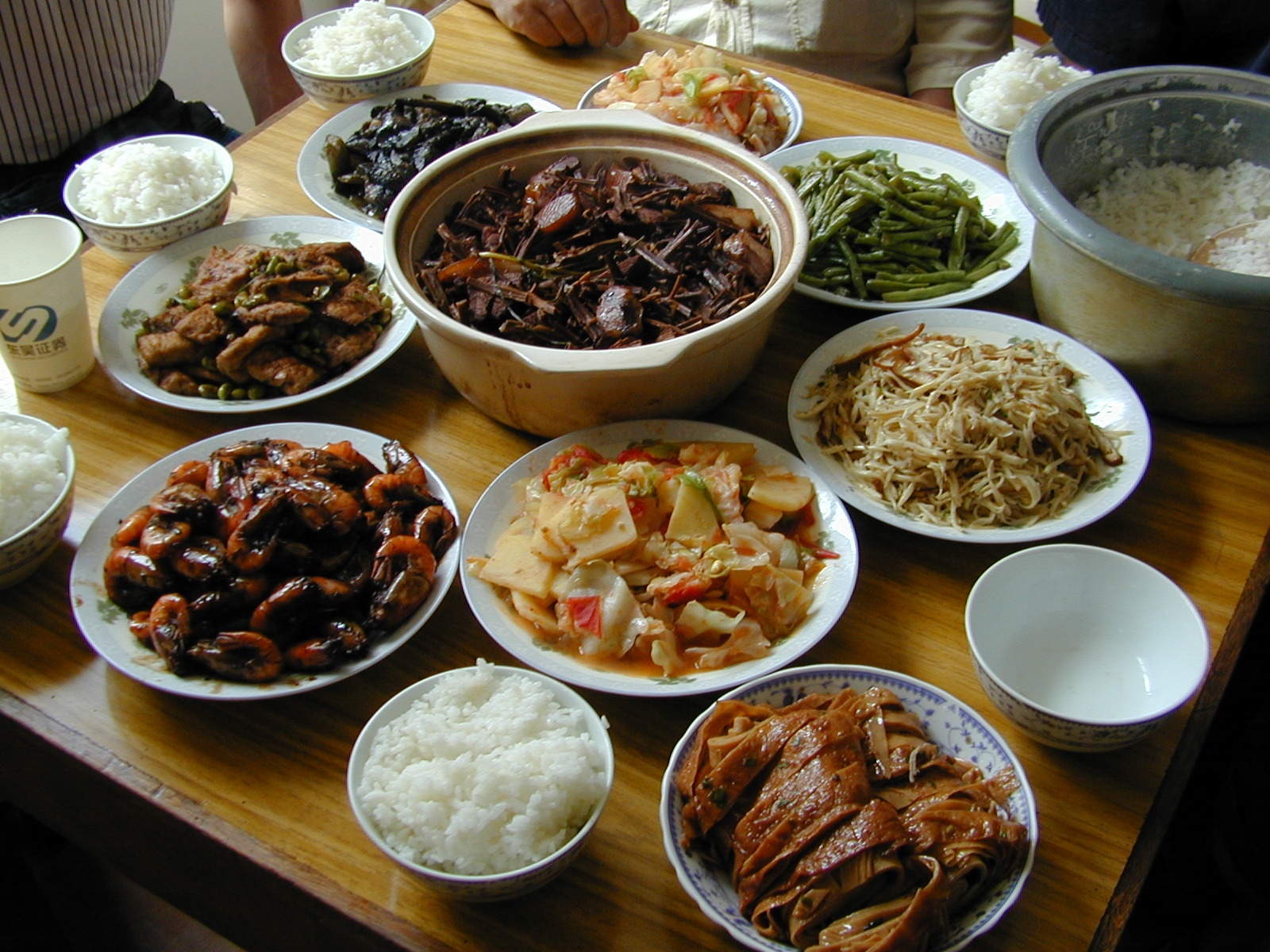
Olika kinesiska maträtter.

Det kinesiska samhället värderade gastronomi mycket och utvecklade omfattande studier av ämnet baserat på traditionell kinesisk medicin. Kinesisk kultur utövades ursprungligen på de norra kinesiska slätterna. De första odlade grödorna tycks ha varit kavlen och vipphirs, medan ris odlades i söder. År 2000 f.Kr. hade vete kommit från västra Asien. Vetet användes vanligtvis till varma nudelsoppor, istället för att bakas till bröd som i Europa. Adeln jagade olika vilda djur och åt kött av får, gris och hund, allteftersom dessa djur blev tämjda. Spannmål lagrades mot hungersnöd och översvämningar och köttet bevarades med salt, vinäger eller jäsning. Köttets smak förbättrades genom att man stekte det i animaliska fetter, men denna praxis var mestadels begränsad till de rika.
De fyra mest omtyckta kinesiska köken är Chuan, Lu, Yue och Huaiyang, som representerar västra, norra, södra och östra Kina. Det modern kinas åtta kök är Anhui (徽菜; Huīcài), Kantonesiska köket (粤菜; Yuècài), Fujian (闽菜; Mǐncài), Hunan (湘菜; Xiāngcài), Jiangsu (苏菜; Sūcài), Shandong (鲁菜; Lǔcài), Sichuan (川菜; Chuāncài) och Zhejiang (浙菜; Zhècài) köken.

### Sport
Kina har en av de äldsta sportkulturerna i hela världen, som sträcker sig igenom flera årtusenden. Det finns i själva verket bevis för att en form av fotboll spelades i Kina redan på antiken, dock utan relation till dagens fotboll. Förutom fotboll, finns det många andra populära sporter i Kina, bland annat kampsport och bordtennis. Brädspel som till exempel Go (Weiqi), och Xiangqi (Kinesiskt schack) och schack är även populärt i Kina.

## Internationella rankningar
| Organisation                                | Undersökning                   | Rankning   |
| ------------------------------------------- | ------------------------------ | ---------- |
| Heritage Foundation/The Wall Street Journal | Index of Economic Freedom 2019 | 100 av 180 |
| Reportrar utan gränser                      | Pressfrihetsindex 2019         | 177 av 180 |
| Transparency International                  | Korruptionsindex 2018          | 87 av 180  |
| FN:s utvecklingsprogram                     | Human Development Index 2018   | 85 av 189  |